# Кудекса
Кудекса — деревня в Каракулинском районе Удмуртии. Входит в состав Арзамасцевского сельского поселения.

## География
Деревня расположена на юго-востоке республики на расстоянии примерно в 14 километрах по прямой к северо-востоку от районного центра Каракулино.

## Население
| 2010 | 2012 |
| ---- | ---- |
| 5    | ↘4   |

Национальный состав
Согласно результатам переписи 2002 года, русские составляли 100 % из 12 чел..